# Episodi de Il dottor Kildare (seconda stagione)
La seconda stagione della serie televisiva Il dottor Kildare è stata trasmessa in anteprima negli Stati Uniti d'America dalla NBC tra il 27 settembre 1962 e il 6 giugno 1963.
| nº | Titolo originale             | Titolo italiano | Prima TV USA      | Prima TV Italia |
| -- | ---------------------------- | --------------- | ----------------- | --------------- |
| 1  | Gravida One                  |                 | 27 settembre 1962 |                 |
| 2  | The Burning Sky              |                 | 4 ottobre 1962    |                 |
| 3  | The Visitors                 |                 | 11 ottobre 1962   |                 |
| 4  | The Mask Makers              |                 | 18 ottobre 1962   |                 |
| 5  | Guest Appearance             |                 | 25 ottobre 1962   |                 |
| 6  | Hastings' Farewell           |                 | 1º novembre 1962  |                 |
| 7  | Breakdown                    |                 | 8 novembre 1962   |                 |
| 8  | The Cobweb Chain             |                 | 15 novembre 1962  |                 |
| 9  | The Soul Killer              |                 | 22 novembre 1962  |                 |
| 10 | An Ancient Office            |                 | 6 dicembre 1962   |                 |
| 11 | The Legacy                   |                 | 13 dicembre 1962  |                 |
| 12 | The Bed I've Made            |                 | 20 dicembre 1962  |                 |
| 13 | A Time to Every Purpose      |                 | 27 dicembre 1962  |                 |
| 14 | Love Is a Sad Song           |                 | 3 gennaio 1963    |                 |
| 15 | The Thing Speaks for Itself  |                 | 10 gennaio 1963   |                 |
| 16 | The Great Guy                |                 | 17 gennaio 1963   |                 |
| 17 | The Mosaic                   |                 | 31 gennaio 1963   |                 |
| 18 | The Good Luck Charm          |                 | 7 febbraio 1963   |                 |
| 19 | Jail Ward                    |                 | 14 febbraio 1963  |                 |
| 20 | A Trip to Niagara            |                 | 21 febbraio 1963  |                 |
| 21 | A Place Among the Monuments  |                 | 28 febbraio 1963  |                 |
| 22 | Face of Fear                 |                 | 7 marzo 1963      |                 |
| 23 | Sister Mike                  |                 | 14 marzo 1963     |                 |
| 24 | A Very Infectious Disease    |                 | 21 marzo 1963     |                 |
| 25 | The Dark Side of the Mirror  |                 | 28 marzo 1963     |                 |
| 26 | The Sleeping Princess        |                 | 11 aprile 1963    |                 |
| 27 | Ship's Doctor                |                 | 18 aprile 1963    |                 |
| 28 | Tightrope Into Nowhere       |                 | 25 aprile 1963    |                 |
| 29 | The Balance and the Crucible |                 | 2 maggio 1963     |                 |
| 30 | The Gift of the Koodjanuk    |                 | 9 maggio 1963     |                 |
| 31 | An Island Like a Peacock     |                 | 16 maggio 1963    |                 |
| 32 | To Each His Own Prison       |                 | 23 maggio 1963    |                 |
| 33 | A Hand Held Out in Darkness  |                 | 30 maggio 1963    |                 |
| 34 | What's God to Julius?        |                 | 6 giugno 1963     |                 |